# Jaroslav Turánek
Jaroslav Turánek (* 18. srpna 1958 Dačice) je český imunolog, farmakolog, vakcinolog a vysokoškolský pedagog. Je autorem a spoluautorem řady odborných textů a držitelem několika recentních patentů. V roce 2022 oznámil svůj záměr kandidovat na prezidenta České republiky.

## Biografie
Jaroslav Turánek vystudoval Přírodovědeckou fakultu Masarykovy univerzity v Brně (1982), kde tentýž rok získal titul RNDr. V období 1982–1983 absolvoval povinnou vojenskou službu. V letech 1984–1987 postgraduálně studoval na Přírodovědecké fakultě Masarykovy univerzity a v jihočeském Biologickém centru AV ČR v Českých Budějovicích. V roce 1987 obhájil svou doktorskou práci v oblasti enzymologie a získal tak titul CSc. Ve své bohaté vědecké kariéře pracoval pro řadu veřejných vědeckých institucí i výzkumných firem, vedl specializované laboratoře a byl vedoucím výzkumným pracovníkem. Opakovaně se stal zakladatelem a vedoucím oddělení farmakologie a vakcinologie (2007–2010), respektive farmakologie a imunoterapie (2012–2018).[kde?] Byl koordinátorem a řešitelem vědeckých projektů, např. v oblasti medicínských nanotechnologií. Zabýval se také výzkumem rekombinantních a genetických vakcín. V roce 2018 se habilitoval a byl jmenován docentem na Přírodovědecké fakultě Masarykovy univerzity v Brně. V roce 2019 mu Grémium Akademie věd České republiky udělilo na základě obhajoby disertační práce titul doktor věd (DSc.) v oblasti biologických a lékařských věd. V roce 2021 byl jmenován profesorem Univerzity Karlovy pro obor Lékařská imunologie. Během své vědecké a pedagogické práce byl spojen s městy Brno, Praha, Olomouc a Hradec Králové.
Je ženatý a má dva dospělé syny.

## Veřejné působení
Jaroslav Turánek poskytl v létě roku 2021 rozhovor redakci žurnalistů Svědomí národa a vyjádřil svoje postoje ke společenské situaci ohledně restrikcí proti nemoci covid-19 a ze svého odborného pohledu vakcinologa, imunologa a farmakologa také k prvnímu plošnému historickému použití technologie mRNA vakcinace při očkovací kampani vedené Ministerstvem zdravotnictví ČR. V rozhovoru upozornil na možná rizika a úskalí využití této technologie, na neznalost budoucího vývoje a nedokončenost studií bezpečnosti. Také se zastal doktorky Soni Pekové, na kterou zaútočila část farmaceutických firem a odborné společnosti poté, co nabídla v počátcích situace ohledně Covidu-19 PCR testování ve své laboratoři za výrazně nižší cenu, než byla cena komerčních společností. Garantoval a zúčastnil se jako jeden z přednášejících české odborné konference Covidcon I (1. ČS konference Covid-19 v Praze, 27. ledna 2022), věnované současným znalostem o nemoci SARS-CoV-2 a necenzurované odborné debatě o všech medicínských i společenských souvislostech a dopadech této situace. Vystoupil zde se svým příspěvkem s názvem Vakcíny proti covid-19: farmakologické a biotechnologické aspekty, analýza vakcín a výsledky.
Pro konferenci Covidcon II, která se konala 19. března 2022 v Praze, kde pedagogové, psychologové, právníci a další odborníci prezentovali svá zjištění o negativních dopadech vládních opatření proti Covid-19 (uzavírání škol, karantény, atd.) na dětskou populaci, rodiny i společnost, byl čestným hostem a spojil se na úvod konference s jejími účastníky telemostem.

### Pokus o prezidentskou kandidaturu
V roce 2022 oznámil svou kandidaturu ve videorozhovoru pro režiséra Igora Chauna, kde představil svou prezidentskou vizi a své názory. Poskytl také dva na sebe navazující rozhovory Robinu Čumpelíkovi pro jeho platformu Inovace republiky. Jeden rozhovor byl o neblahé celospolečenské situaci spojené s restrikcemi proti Covid-19 i dalšími událostmi, druhý pak cíleně o jeho prezidentské kandidatuře a jeho vizích pro Českou republiku v rámci série kandidátských rozhovorů.
Vystoupil také v souhrnném dokumentárním filmu redakce českých žurnalistů Svědomí národa s názvem Tečkované příběhy, kde novináři oslovují odborníky z medicínské a vědecké oblasti a vedou rozhovory s lidmi poškozenými vedlejšími účinky genetických proticovidových vakcín.
Veřejně vystoupil v debatě s Jaroslavem Duškem v Divadle Kampa při setkání nazvaném Beseda hlava a srdce ve vědě, kde mluvil o své prezidentské kandidatuře, o sbírání potřebných 50 000 podpisů občanů republiky pro umožnění občanské kandidatury, například ale také společně s hostitelem Jaroslavem Duškem četl své básně. Jaroslav Dušek mu při této besedě veřejně vyjádřil podporu.
V rámci své snahy o kandidaturu na prezidenta republiky zveřejnil své lustrační osvědčení.
V poslední den, kdy bylo možné odevzdat dostatečný počet podpisů občanů pod peticí na podporu jeho prezidentské kandidatury, tedy 8. listopadu 2022, Jaroslav Turánek oznámil na sociální síti Facebook na své stránce pro kandidaturu, že se mu podařilo nasbírat něco přes 38 000 podpisů občanů a tím pádem nedosáhl potřebného počtu pro možnost úspěšné registrace do prezidentských voleb 2023. Ve svém příspěvku však dále oznámil, že nehodlá rezignovat na snahu o zlepšení věcí veřejných, např. ve smyslu dopadů restrikcí proti covidu-19.

### Kandidatura do Senátu
Ve volbách do Senátu PČR v roce 2024 kandidoval jako nestraník za hnutí Švýcarská demokracie v obvodu č. 53 – Třebíč. Jeho kandidaturu podpořili také Svobodní, Soukromníci a hnutí JaSaN. Se ziskem 6,84 % hlasů skončil na 4. místě, a senátorem se tak nestal.